# Gare d’Anse
Gare d’Anse vasútállomás Franciaországban, Anse településen.

## Vasútvonalak
Az állomást az alábbi vasútvonalak érintik:
- Párizs–Marseille-vasútvonal

## Kapcsolódó állomások
A vasútállomáshoz az alábbi állomások vannak a legközelebb:
- Gare de Quincieux
- Gare de Villefranche-sur-Saône